# Bogdana Pilichowska-Ragno
Bogdana Kazimiera Pilichowska-Ragno (ur. 30 czerwca 1944 w Konarach, zm. 29 września 2023 w Krakowie) – polska etnolożka i działaczka społeczna.

## Życiorys
Z wykształcenia była etnologiem, zajmowała się m.in. tematyką obrzędów i zwyczajów krakowskich. W latach 80. zaangażowała się w rozdział pomocy humanitarnej przesyłanej z Europy Zachodniej do Krakowa. W 1989 uczestniczyła w pracach osiedlowego Komitetu Obywatelskiego „Solidarność”, w tym samym roku została jedną z założycielek Fundacji EquiLibre. W 1990 zaangażowała się w prowadzenie działającej w Krakowie tzw. apteki darów, zajmując się w jej w ramach rozdzielaniem otrzymywanych od darczyńców lekarstw osobom potrzebującym. Była wśród założycieli i pełniła funkcję prezesa Stowarzyszenia Pomocy Obywatelskiej im. Anny Fiszerowej, formalnie prowadzącego tę aptekę. Za swoją działalność społeczną w 2002 otrzymała Nagrodę im. księdza Józefa Tischnera w kategorii inicjatyw duszpasterskich i społecznych współtworzących „polski kształt dialogu Kościoła i świata”. Była także związana z Fundacją Kyoto-Kraków, gdzie prowadziła Archiwum Andrzeja Wajdy.
W 2011 została odznaczona Krzyżem Kawalerskim Orderu Odrodzenia Polski.
Jej mężem był etnograf Jan Bujak, z którym wspólnie publikowała prace poświęcone folklorowi krakowskiemu.